# Șăușa, Mureș

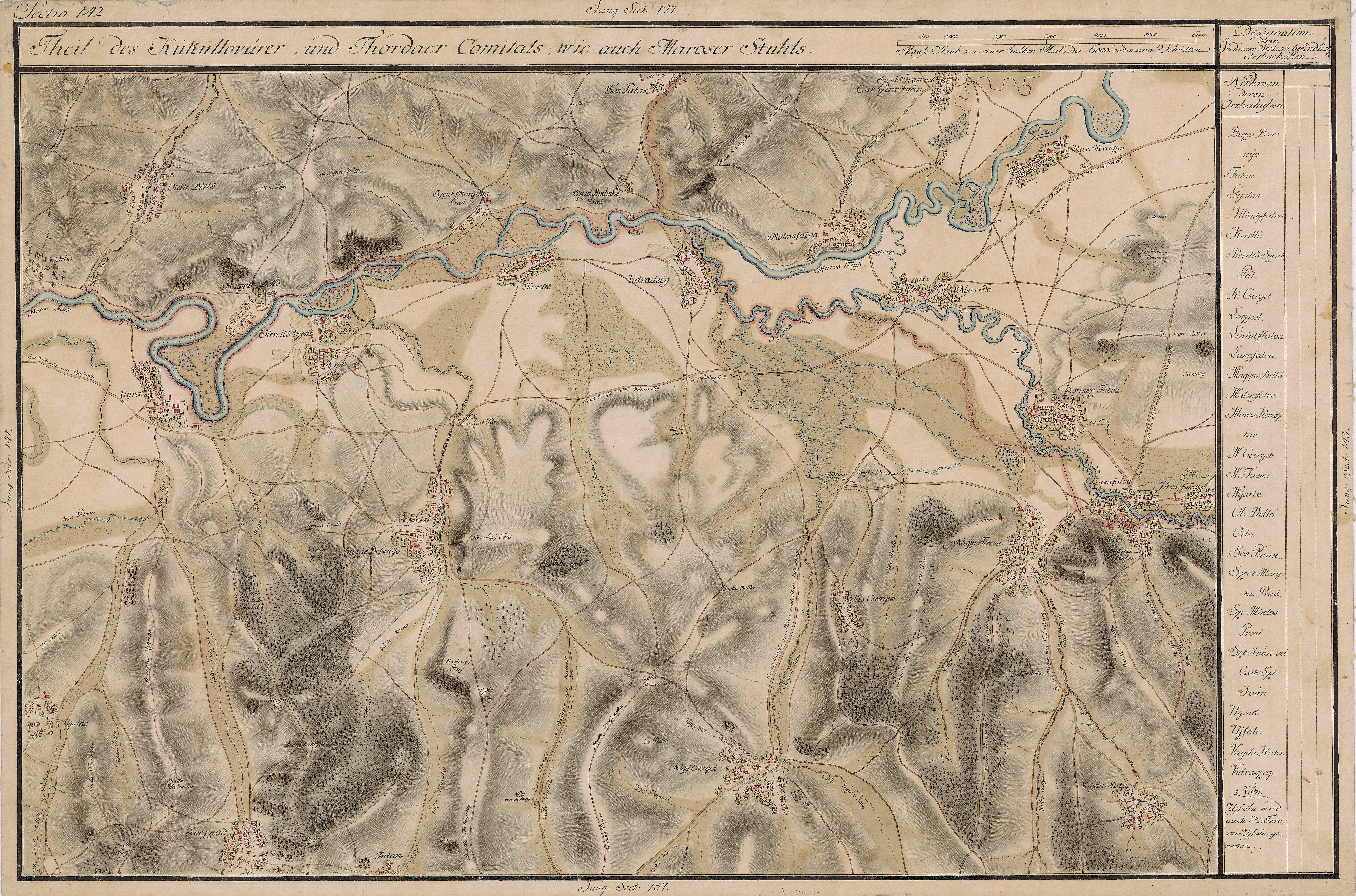
Șăușa pe Harta Iozefină

Șăușa (în trecut Șăușa de Câmpie; în maghiară Székelysóspatak, colocvial Sóspatak, în germană Salzbach, în trad. "Pârâul sărat") este o localitate componentă a orașului Ungheni din județul Mureș, Transilvania, România.

## Istoric
Pe Harta Iosefină a Transilvaniei din 1769-1773 (Sectio 142) a apărut localitatea sub denumirea de „Sós Patak”.